# Lieparella zentae
Lieparella zentae är en tvåvingeart som beskrevs av Spencer 1986. Lieparella zentae ingår i släktet Lieparella och familjen fritflugor. Inga underarter finns listade i Catalogue of Life.